# Niphetogryllacris niveiformis
Niphetogryllacris niveiformis är en insektsart som beskrevs av Heinrich Hugo Karny 1937. Niphetogryllacris niveiformis ingår i släktet Niphetogryllacris och familjen Gryllacrididae. Inga underarter finns listade i Catalogue of Life.